# Fraternité mélanésienne

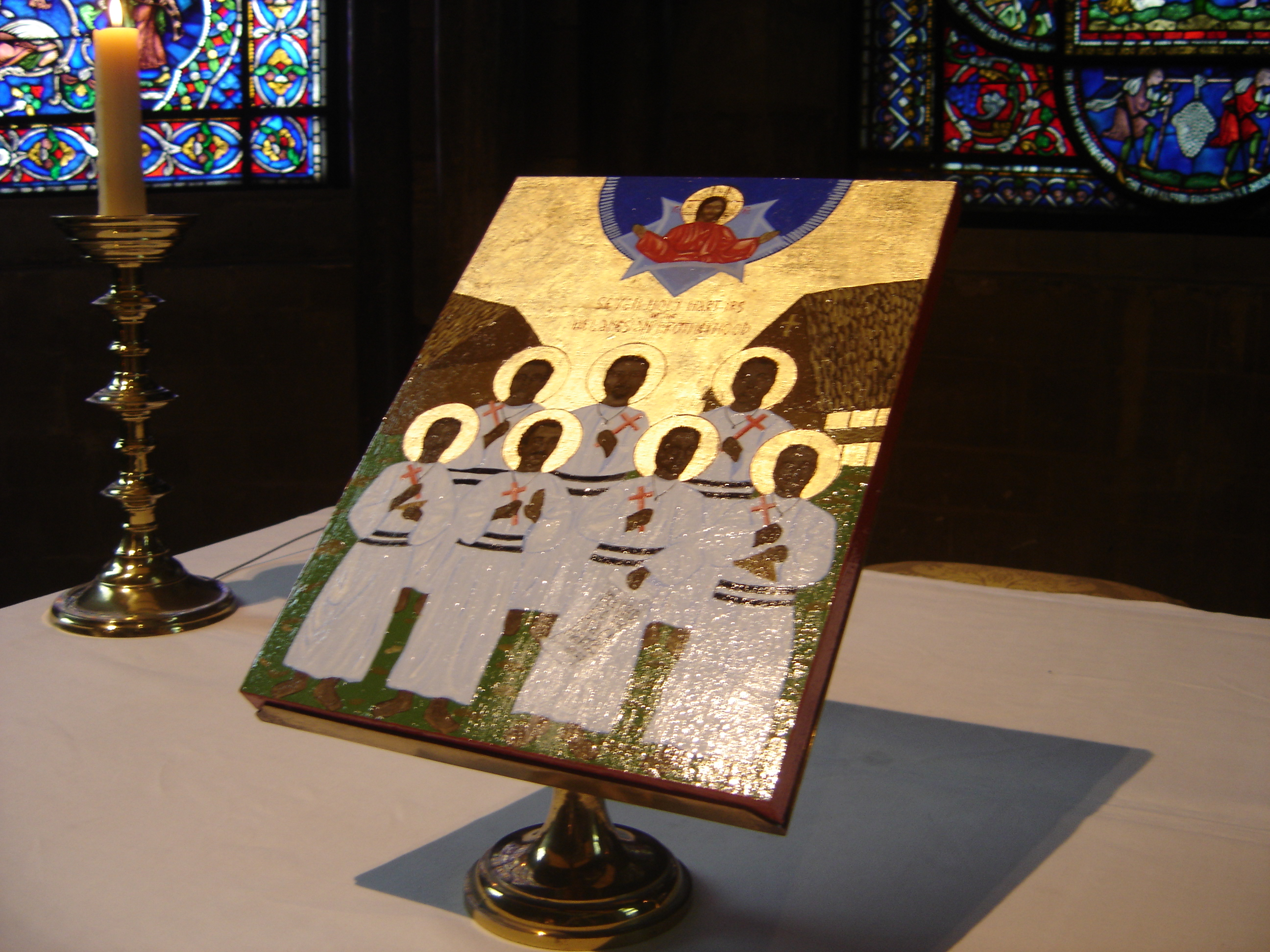
Illustration des martyrs mélanésiens dans la cathédrale de Cantorbéry

La Fraternité mélanésienne (en anglais : Melanesian Brotherhood) est une communauté religieuse anglicane des hommes de vœux simples basée principalement dans les Salomon, le Vanuatu et la Papouasie-Nouvelle-Guinée.